# Sideridis substriata
Sideridis substriata là một loài bướm đêm trong họ Noctuidae.